# Mongoliet i olympiska vinterspelen 1964
Mongoliet deltog med 13 deltagare vid de olympiska vinterspelen 1964 i Innsbruck. Ingen av landets deltagare erövrade någon medalj.